# Ruth Chatterton
Ruth Chatterton, född 24 december 1892 i New York, död 24 november 1961 i Norwalk i Connecticut, var en amerikansk skådespelare, författare och tidig flygare.

## Biografi
Chatterton filmdebuterade 1928 med Sins of the Fathers. Hon uppmärksammades bland annat för sin roller i Madame X (1929) och Varför byta männen hustru?  (1936). Hon Oscarsnominerades två gånger i kategorin Bästa kvinnliga huvudroll, vid Oscarsgalan april 1930 för rollen i Madame X och vid Oscarsgalan november 1930 för rollen i Sarah and Son (1930). Efter 1930-talet slog hon av på takten med skådespelandet och sista rollen gjorde hon 1953 i en TV-version av Hamlet.
Efter att hon avslutat sin karriär som skådespelare författade Chatterton flera romaner. Hon var även en av de tidigaste kvinnliga flygarna och var god vän med Amelia Earhart.
Ruth Chatterton var gift tre gånger; 1924–1932 med skådespelaren Ralph Forbes, 1932–1934 med skådespelaren George Brent och slutligen med skådespelaren Barry Thompson från 1942 till hans död 1960. Hon hade inga barn.

## Filmografi i urval
- 1928 – Sins of the Fathers
- 1929 – Skilsmässoadvokaten
- 1929 – Doktorns hemlighet
- 1929 – Madame X
- 1930 – Sarah and Son
- 1930 – Otrogen
- 1930 – Rätten att älska
- 1931 – Den underbara lögnen
- 1932 – Var hon otrogen?
- 1932 – En natt i kärlek
- 1933 – Ungkarlsflickan
- 1936 – Varför byta männen hustru?
- 1937 – Apachens väninna

### Fotnoter
1. 1 2  ”Ruth Chatterton”. Turner Classic Movies. http://www.tcm.turner.com/tcmdb/person/32754%7C136763/Ruth-Chatterton/. Läst 2 augusti 2020.
2. ↑  ”Companions”. Turner Classic Movies. http://www.tcm.turner.com/tcmdb/person/32754%7C136763/Ruth-Chatterton/companions.html. Läst 2 augusti 2020.